# XXV століття
XXV століття — за григоріанським календарем проміжок часу між 1 січня 2401 і 31 грудня 2500.

## Очікувані астрономічні події
- 19 червня 2490 року відбудеться проходження Венери перед диском Сонця.
- 6 травня 2492 року — за твердженням бельгійського астронома Яна Меюса, орбіти всіх восьми планет Сонячної системи і Плутона будуть нахилені один до одного під кутом в 90 °. Востаннє такий кут між Плутоном і іншими планетами був 1 лютого 949 року.
- 10 червня 2498 року відбудеться проходження Венери перед диском Сонця.